# Marcelo Brozović
Pour les articles homonymes, voir Brozović.
Marcelo Brozović, né le 16 novembre 1992 à Zagreb, est un footballeur international croate qui évolue au poste de milieu de terrain à Al-Nassr FC, en Arabie saoudite.

## Biographie

### Débuts en Croatie (2010-2015)
Marcelo Brozović commence sa carrière en 2010 au sein du Hrvatski Dragovoljac, avant de rejoindre l'année suivante le Lokomotiva Zagreb.
Le 31 août 2012, Marcelo Brozović est recruté par le Dinamo Zagreb où signe un contrat d'une durée de sept ans et arrive pour renforcer le milieu de terrain, remplaçant notamment Milan Badelj, parti au Hambourg SV.
Brozović joue son premier match pour le Dinamo le 14 septembre 2012, lors d'une rencontre de championnat face au NK Osijek. Il entre en jeu à la place de Mehmed Alispahić (en) et les deux équipes se neutralisent (0-0).
Sous le maillot du Dinamo, il dispute 99 matchs et inscrit 13 buts.

### Inter Milan (2015-2023)
Le 26 janvier 2015, il est prêté par le Dinamo Zagreb deux ans avec option d'achat à l'Inter Milan.
Marcelo Brozović est souvent critiqué, parce qu'il est assez nonchalant sur le terrain. Repositionné plus bas sous Luciano Spalletti, il trouve son meilleur poste et joue un rôle crucial pour le retour de l'Inter Milan en C1.
Sous le maillot de l'Inter, Marcelo Brozović devient un joueur incontournable : il dispute 410 matchs et inscrit 37 buts.

### Al-Nassr FC (depuis 2023)
Le 4 juillet 2023, il quitte l'Inter Milan et s'engage avec Al-Nassr FC jusqu'en 2026 pour un transfert estimé à 18 millions d'euros. Il y remporte la Coupe arabe des clubs champions le 12 août 2023 face à Al-Hilal (victoire 2-1)

### Carrière en sélection
Brozovic dispute sa première compétition internationale lors de la Coupe du monde 2014 puis enchaîne avec l'Euro 2016 et la Coupe du monde 2018.
Il est convoqué par Zlatko Dalić, le sélectionneur de l'équipe nationale de Croatie, dans la liste des 26 joueurs croates retenus pour participer à l'Euro 2020.
Le 9 novembre 2022, il est sélectionné par Zlatko Dalić pour participer à la Coupe du monde 2022. Lors du championnat, il chante la chanson Za dom spremni, un chant néonazi de l'artiste Marko Perković, glorifiant les Oustachis.
Le 20 mai 2024, il figure dans la liste des 26 joueurs croates retenus par Zlatko Dalić pour participer à l'Euro 2024.

## Influence dans le football
Le 24 octobre 2018, alors qu'il affronte le FC Barcelone avec l'Inter Milan à l'occasion d'un match de Ligue des champions, l'attaquant uruguayen Luis Suárez s'apprête à frapper un coup franc à ras de terre sachant que le saut du mur adverse lui ouvrira une fenêtre pour trouver le cadre, Brozović anticipe cette possibilité se jette alors en s'allongeant ce qui détourne le ballon de sa trajectoire. La technique jugée originale est aujourd'hui reprise par certains joueurs jusqu'à en devenir une technique de défense commune.

## Statistiques
| Saison                | Club                  | Championnat           | Championnat | Championnat | Championnat | Coupe(s) nationale(s) | Coupe(s) nationale(s) | Coupe(s) nationale(s) | Supercoupe | Supercoupe | Supercoupe | Compétition(s) continentale(s) | Compétition(s) continentale(s) | Compétition(s) continentale(s) | Compétition(s) continentale(s) | Croatie | Croatie | Croatie | Total | Total | Total |
| Saison                | Club                  | Division              | M.          | B.          | P.d.        | M.                    | B.                    | P.d.                  | M.         | B.         | P.d.       | Comp.                          | M.                             | B.                             | P.d.                           | M.      | B.      | P.d.    | M.    | B.    | P.d.  |
| 2010-2011             | Hrvatski Dragovoljac  | 1. HNL                | 22          | 1           | 0           | 1                     | 0                     | 0                     | -          | -          | -          | -                              | -                              | -                              | -                              | -       | -       | -       | 23    | 1     | 0     |
| 2011-2012             | Lokomotiva Zagreb     | 1. HNL                | 27          | 4           | 0           | 1                     | 0                     | 0                     | -          | -          | -          | -                              | -                              | -                              | -                              | -       | -       | -       | 28    | 4     | 0     |
| 2012-2013             | Lokomotiva Zagreb     | 1. HNL                | 6           | 1           | 3           | 1                     | 1                     | 0                     | -          | -          | -          | -                              | -                              | -                              | -                              | -       | -       | -       | 7     | 2     | 3     |
| Sous-total            | Sous-total            | Sous-total            | 33          | 5           | 3           | 2                     | 1                     | 0                     | -          | -          | -          | -                              | -                              | -                              | -                              | -       | -       | -       | 35    | 6     | 3     |
| 2012-2013             | Dinamo Zagreb         | 1. HNL                | 23          | 2           | 3           | 1                     | 0                     | 0                     | -          | -          | -          | C1                             | 6                              | 0                              | 0                              | -       | -       | -       | 30    | 2     | 3     |
| 2013-2014             | Dinamo Zagreb         | 1. HNL                | 27          | 6           | 6           | 6                     | 1                     | 0                     | 1          | 0          | 0          | C1+C3                          | 2+6                            | 1+0                            | 0                              | 2       | 0       | 0       | 44    | 8     | 6     |
| 2014-2015             | Dinamo Zagreb         | 1. HNL                | 14          | 1           | 4           | -                     | -                     | -                     | 1          | 0          | 0          | C1+C3                          | 4+8                            | 1+1                            | 0+2                            | 5       | 1       | 0       | 32    | 4     | 6     |
| Sous-total            | Sous-total            | Sous-total            | 64          | 9           | 13          | 7                     | 1                     | 0                     | 2          | 0          | 0          | -                              | 26                             | 3                              | 2                              | 7       | 1       | 0       | 106   | 14    | 15    |
| 2014-2015             | Inter Milan (prêt)    | Serie A               | 15          | 1           | 1           | 1                     | 0                     | 0                     | -          | -          | -          | -                              | -                              | -                              | -                              | 3       | 1       | 0       | 19    | 2     | 1     |
| 2015-2016             | Inter Milan (prêt)    | Serie A               | 32          | 4           | 4           | 3                     | 3                     | 1                     | -          | -          | -          | -                              | -                              | -                              | -                              | 10      | 2       | 2       | 45    | 9     | 7     |
| 2016-2017             | Inter Milan           | Serie A               | 23          | 4           | 1           | 2                     | 1                     | 0                     | -          | -          | -          | C3                             | 3                              | 1                              | 0                              | 7       | 2       | 2       | 35    | 8     | 3     |
| 2017-2018             | Inter Milan           | Serie A               | 31          | 4           | 9           | 2                     | 0                     | 0                     | -          | -          | -          | -                              | -                              | -                              | -                              | 14      | 0       | 1       | 47    | 4     | 10    |
| 2018-2019             | Inter Milan           | Serie A               | 32          | 2           | 1           | 2                     | 0                     | 0                     | -          | -          | -          | C3+C3                          | 6+2                            | 0+0                            | 0+0                            | 6       | 0       | 0       | 48    | 2     | 1     |
| 2019-2020             | Inter Milan           | Serie A               | 32          | 3           | 5           | 3                     | 0                     | 0                     | -          | -          | -          | C1+C3                          | 6+5                            | 0+0                            | 1+2                            | 4       | 0       | 2       | 50    | 3     | 10    |
| 2020-2021             | Inter Milan           | Serie A               | 33          | 2           | 6           | 4                     | 0                     | 0                     | -          | -          | -          | C1                             | 5                              | 0                              | 1                              | 12      | 0       | 0       | 54    | 2     | 7     |
| 2021-2022             | Inter Milan           | Serie A               | 35          | 2           | 1           | 4                     | 0                     | 2                     | 1          | 0          | 0          | C1                             | 8                              | 1                              | 0                              | 11      | 1       | 0       | 59    | 4     | 3     |
| 2022-2023             | Inter Milan           | Serie A               | 28          | 3           | 4           | 3                     | 0                     | 1                     | -          | -          | -          | C1                             | 9                              | 0                              | 0                              | 13      | 0       | 0       | 53    | 3     | 5     |
| Sous-total            | Sous-total            | Sous-total            | 261         | 25          | 32          | 24                    | 4                     | 4                     | 1          | 0          | 0          | -                              | 45                             | 2                              | 4                              | 79      | 6       | 7       | 410   | 37    | 47    |
| 2023-2024             | Al-Nassr FC           | Pro League            | 30          | 4           | 8           | 2                     | 0                     | 1                     | 1          | 0          | 0          | ACL+CAC                        | 8+5                            | 1                              | 2                              | 12      | 0       | 0       | 58    | 5     | 11    |
| Total sur la carrière | Total sur la carrière | Total sur la carrière | 410         | 44          | 56          | 36                    | 6                     | 5                     | 4          | 0          | 0          | -                              | 84                             | 6                              | 8                              | 98      | 7       | 7       | 632   | 63    | 76    |

## Palmarès

### En club
Dinamo Zagreb
- Champion de Croatie en 2013, 2014 et 2015.
- Vainqueur de la Supercoupe de Croatie en 2013.
- Vainqueur de la Coupe de Croatie en 2015.

 Inter Milan
- Champion d'Italie en 2021.
- Vainqueur de la Supercoupe d'Italie en 2021 et en 2022.
- Vainqueur de la Coupe d'Italie en 2022 et 2023.
- Finaliste de la Ligue des champions en 2023.
- Finaliste de la Ligue Europa en 2020.

### En sélection nationale
Croatie
- Coupe du monde :
  - Finaliste : 2018
  - Troisième : 2022
- Ligue des nations :
  - Finaliste : 2023

### Distinction personnelle
- Homme du match de la Finale de la Ligue des nations de l'UEFA 2022-2023